# They Live
They Live är en amerikansk science fictionfilm från 1988, regisserad av John Carpenter.

## Handling
När huvudpersonen John Nada hittar ett par solglasögon upptäcker han att världen är fylld av dolda budskap och att de styrande i samhället är utomjordingar. Han ger sig ut på jakt efter det högkvarter som utomjordingarna använder samtidigt som de blir medvetna om hans möjlighet att se deras rätta jag.

## Popkultur
Karaktären Duke Nukem i PC-spelen med samma namn har inspirerats av flera filmer från 1980- och 1990-talet, och har hämtat sin catchphrase "It's time to kick ass and chew bubblegum and I'm all outta gum!" från den snarlika fras som yttras i bankscenen i den här filmen.